# Nagy Szent Poimén
Nagy Szent Poimén (ógörögül: Ὁ Ἅγιος Ποιμήν), (340 körül – 450 körül) szentként tisztelt ókeresztény egyiptomi remete, az úgynevezett sivatagi atyák egyike.

## Élete
Egyiptomi Szent Makariosz és Nagy Szent Arszéniosz kortársa volt. Hat testvérével együtt élt Szkétiszben (a legidősebb neve Anub, egy másiké Paisziosz volt). Szkétisz 407-es elpusztítása után Terenuthisz vidéként élt, és 450 körül hunyt el mintegy 110 éves korában.
Az egyház szentként tiszteli, és augusztus 27-én üli ünnepét.

## Lásd még
- Ortodox szentek listája
- Sivatagi atyák